# Ах, принцесса!
«Ах, принцесса!» — советский мультипликационный фильм.
По мотивам узбекских народных сказок. Звучат стихи Омара Хайама, Алишера Навои, Низами, Бабура и других поэтов.

## Сюжет
Бродячий поэт влюбился в принцессу, дочь калифа. Народу объявили: «Кто исполнит волю великого калифа, получит принцессу в жёны и полцарства в придачу!» Калиф изрёк: «Повелеваю: свирепого дракона схватить!» Множество витязей ринулись выполнить приказ калифа, чтобы получить полцарства. Но дракон выдохнул на них огонь, и витязи отступили. А поэт стал читать дракону стихи о любви. Дракон растрогался, заплакал и пошёл вслед за поэтом. Калиф произнёс другой приказ: «Старую ведьму Засуху уничтожить!» Поэт заворожил ведьму стихами, она также заплакала и пошла за поэтом. Калиф прокричал новый приказ: «Хозяина гор Дива привести!» Див послушал стихи поэта, заплакал и пошёл за поэтом, повторяя: «Ах, принцесса!». Но калиф не хотел отдавать свою дочь, тогда Див засыпал его драгоценными камнями, а калиф кричал: «Ещё!» Принцесса выбралась из башни, и поэт увёз её на ослике вдаль.

## Создатели
- Автор сценария: Анна Арбатова
- Режиссёр: Юлиан Калишер
- Художники постановщики: Людмила Танасенко, Елена Зеленина
- Оператор: Леонард Кольвинковский
- Композитор: Владимир Назаров
- Звукооператор: Олег Соломонов
- Роли озвучивали: Альберт Филозов, Марина Левтова
- Художники-мультипликаторы: Фазиль Гасанов, Ольга Дегтярёва, Борис Савин
- Художники живописцы: Е. Лопатникова, Е. Егорычева
- Монтажер: Светлана Симухина
- Редактор: Алиса Феодориди
- Директор: Игорь Гелашвили
- Создатели приведены по титрам мультфильма.